# Listă de compozitori de muzică cultă: J

## Ja
- Jachet din Mantua (în jur de 1495 - în jur de 1559)
- Carlo Jachino (1887 - 1971)
- Gordon Jacob (1895 - 1984)
- Maxime Jacob (1906 - 1977)
- Werner Jacob (* 1938)
- Frederick Jacobi (1891 - 1952)
- Michael Jacobi (1618 - 1663)
- Wolfgang Jacobi (1894 - 1972)
- Romanus Jacobus (în jur de 1500)
- Jacopo da Bologna (mijl. sec.XIV)
- Elisabeth-Claude Jacquet de la Guerre (1666 - 1729)
- Salomon Jadassohn (1831- 1902)
- Hyacinthe Jadin (1769 - 1802)
- Louis Emanuel Jadin (1768 - 1853)
- Alfred Jaëll (1832 - 1882)
- Gavro Jakešević (1911 - 1987)
- Leoš Janáček (1854 - 1928)
- Karel Janeček (1903 - 1974)
- Clément Janequin (în jur de 1485 - 1558)
- Johann Gottlieb Janitsch (1708 - în jur de 1763)
- Guus Janssen (* 1951)
- Johannes Jansson (* 1950)
- Jean Japart (sigur în jur de 1474 - 1507)
- Émile Jaques-Dalcroze (1865 - 1950)
- Tudor Jarda (1922 - 2007)
- Pál Járdányi (1920 - 1966)
- Philipp Jarnach (1892 - 1982)
- Armas Järnefelt (1869 - 1958)
- Georg Jarno (1868 - 1920)
- Maurice Jarre (* 1924)
- Michael Jary (1906 - 1988)

## Je
- Viktor Jekimowski (* 1947)
- Vincenz Jelić (1596 - 1636)
- Hanns Jelinek (1901 - 1969)
- Stanislav Jelinek (* 1945)
- Sándor Jemnitz (1890 - 1963)
- Zoltán Jeney (* 1943)
- John Jenkins (1592 - 1678)
- Davorin Jenko (1835 - 1914)
- Gustav Jenner (1865 - 1920)
- Adolf Jensen (1837 - 1879)
- Wilfried Jentzsch (* 1941)
- Kerstin Jeppsson (* 1948)
- Hilda Jerea (1916 - 1980)
- Otakar Jeremiáš (1892 - 1962)
- Jerwand Jerkanjan (* 1951)
- Jørgen Jersild (1913 - 2004)
- Leon Jessel (1871 - 1942)
- Willem Jeths (* 1959)
- Johan Jeverud (* 1962)
- Ivan Jevtic (* 1947)
- Sergej Jewsejew (1893 - 1956)
- Jakob Jež (* 1928)
- Jaroslav Ježek (1906 - 1942)

## Ji
- Jerónimo Jiménez (1854 - 1923)
- Carlos Jiménez-Mabarak (1916 - 1994)
- Miguel Bernal Jiménez (1910 - 1956)
- Milan Jira (* 1935)
- Karel Boleslav Jirák (1891- 1972)
- Ivan Jirko (1926 - 1978)

## Jo
- Joseph Joachim (1831 - 1907)
- Otto Joachim (* 1910)
- Otto Jochum (1898 - 1969)
- Gábor Jodál (1913 - 1989)
- Fritz Jöde (1887 - 1970)
- Magnús Blöndal Jóhannsson (* 1925)
- David Monrad Johansen (1888 - 1974)
- Sven-Eric Johanson (1919 - 1997)
- Björn Johansson (1913 - 1983)
- Hallvard Johnsen (1916 - 2003)
- Hinrich Philip Johnsen (1717 - 1779)
- Hunter Johnson (1906 - 1998)
- Robert Sherlaw Johnson (1932 - 2000)
- Tom Johnson (* 1939)
- Ben Johnston (* 1926)
- Fergus Johnston (* 1959)
- Betsy Jolas (* 1926)
- André Jolivet (1905 - 1974)
- Margaret Jolly (* 1919)
- Niccolò Jommelli (1714 - 1774)
- Charles Jones (1910 - 1997)
- Daniel Jones (1912 - 1993)
- John Jones (1728 - 1796)
- Sidney Jones (1861 - 1946)
- Marinus de Jong (1891 - 1984)
- Joseph Jongen (1873 - 1953)
- Léon Jongen (1884 - 1969)
- Scott Joplin (1868- 1917)
- Mihail Jora (1891 - 1971)
- Sverre Jordan (1889 - 1972)
- Erik Jørgensen (* 1912)
- Wilfred Josephs (* 1927)
- Enriko Josif (1924 - 2003)
- Aleksandar Josifov (* 1940)
- Dragomir Josifov (* 1966)
- Josko Josifov (1911 - 2001)
- Josquin Desprez (în jur de 1440- 1521)
- John Joubert (* 1927)
- Vladimir Jovanović (* 1937)

## Ju
- Louis-Antoine Jullien (1812- 1860)
- Helge Jung (* 1943)
- Patricia Jünger (* 1951)
- Paul Juon (1872- 1940)
- Zoran Juranić (* 1947)
- Šimon Jurovsky´ (1912 - 1963)
- Johann August Just (în jur de 1750 - 1791)